# Херст, Клод
Клод Херст (англ. Claude Hirst, полное имя Claude Raguet Hirst; 1855—1942) — американская художница.
Она была единственной женщиной своей эпохи, которая получила признание, используя технику живописи обманка (или тромплёй).

## Биография
Родилась в ноябре 1855 года в Цинциннати, штат Огайо; была старшей из двух дочерей Джульетты и Перси Херст. В числе своих предков считала конгрессмена от Пенсильвании Генри Винкоопа среди своих предков.
Когда девочке было семь лет, семья переехала в Клифтон — богатый пригород Цинциннати с большим сообществом художников. В 1940 году в своём интервью Клод Херст вспомнила, что начала учиться рисованию в возрасте десяти лет, также посещала школу танцев вместе с юным Уильямом Тафтом — будущим президентом США. В четырнадцать лет она была зачислена в Институт молодых девушек Маунт-Оберн (Mount Auburn Young Ladies Institute). Уже в 1872 году на Промышленной выставке в Цинциннати она выставила три своих ранних произведения.
В 1874 году Клодин Херст поступила в Школу рисования и дизайна МакМикен (McMicken School of Drawing and Design, ныне Художественная академия Цинциннати), где посещала занятия по рисунку и резьбе по дереву. Некоторые её работы экспонировались в женском павильоне Всемирной выставки 1876 года в Филадельфии. Бросив обучение в 1878 году, преподавала резьбу по дереву. Она была одним из художников, которые тщательно вырезали сложный орга́н для Мюзик-холла Цинциннати. Начиная с 1870-х годов, художница сократила свое имя «Клодин» до «Клод», возможно, чтобы избежать сексизма, который мешал многим женщинам-художницам того времени.
В 1880 году Клод Херст переехала в Нью-Йорк. Её мать и сестра последовали за ней вскоре после того, как отец начал сильно пить, сделавшись алкоголиком, и вскоре умер в Огайо. Херст арендовала студию в Гринвич-Виллидж на Манхэттене, где она подружилась с пейзажистом Уильямом Фитлером и вышла за него замуж в 1901 году. В Нью-Йорке художница давала частные уроки и сама обучалась у Агнес Эбботт, Чарльза Каррана и Джорджа Смилли. Она стала членом Женского художественного клуба Нью-Йорка и Американского общества акварелистов.
Свои натюрморты и акварельные картины Клод Херст выставляла в Нью-Йорке и других городах США. Её работы часто выставлялись вместе с другими художниками в Национальной ассоциации женщин-художников, Национальной академии дизайна, Бостонском художественном клубе, Художественном клубе Филадельфии и Чикагском институте искусств.

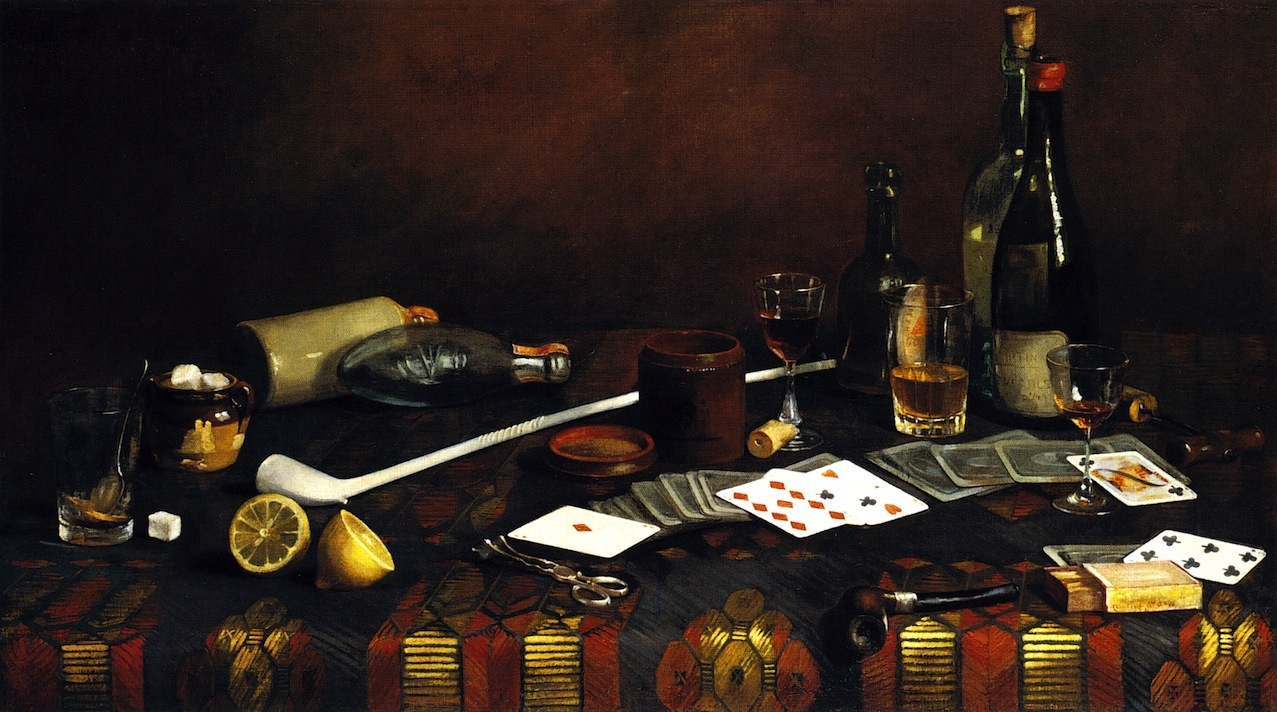
Работа Клод Херст − A Gentleman’s Table

Предметами её ранних натюрмортов были фрукты и цветы, чаще всего анютины глазки и розы. Позже художница стала использовать технику тромплёй, создавая в своих работах оптическую иллюзию того, что изображённый объект находится в трёхмерном пространстве. Её натюрморты стали включать в себя такие элементы, как книги, свечи, газеты, бутылки вина и курительные трубки, расположенные на деревянном столе. Некоторые её работы были приобретены «сахарным бароном» и коллекционером искусства Генри Хэвемайером.
Умерла в 1942 году.